# قفل مدوم (كحلان الشرف)

تعديل مصدري - تعديل

قفل مدوم هي إحدى قرى عزلة مدوم بمديرية كحلان الشرف التابعة لمحافظة حجة، بلغ تعداد سكانها 475 نسمة حسب تعداد اليمن لعام 2004.